# Aspergillus fumigatus
Aspergillus fumigatus és una espècie de fong ascomicot de l'ordre dels eurotials (Eurotiales). És un fong hialí i una de les espècies més comunes d'Aspergillus; produeixen malalties en individus immunocompromesos o amb trastorns pulmonars crònics. És el principal fong que infecta als receptors de trasplantaments de medul·la òssia i d'òrgans sòlids, causant una alta taxa de mortalitat (40-90 per cent) entre els afectats.

## Hàbitat
Aspergillus fumigatus és un sapròtrof estès per la natura. Típicament es troba en sòls amb matèria orgànica en descomposició, com ara en els munts de compost, on té un paper essencial en el reciclatge del carboni i l'hidrogen. A l'estiu, s'aïlla amb freqüència en piscines públiques cobertes amb una cloració deficient. Les colònies del fong produeixen conidis que suren a l'aire. El 2009 es va descriure per primera vegada el seu cicle sexual complet, encara que un treball anterior ja havia descobert que era un fong sexual.
El fong és capaç de créixer a 37 °C al cos humà i fins a 50 °C amb els conidis sobrevivint a 70 °C. En els cultius microbiològics creix bé en medis sòlids, a una temperatura òptima d'entre 25 i 37 °C. Un mètode per distingir ràpidament i amb eficàcia A. fumigatus d'altres membres de la secció Fumigati, com ara Aspergillus udagawae o Aspergillus lentulus, és la reacció en cadena de la polimerasa múltiple.

## Malalties
La seva virulència és multifactorial i poligènica. Forma biofilms amb facilitat, un fet que té importància clínica, ja que dificulta l'acció dels antifúngics en els bronquis. Les persones inhalen centenars d'espores d'aquest fong cada dia. En els individus sans la immunitat innata elimina eficaçment els conidis inhalats i evita la colonització fúngica dels pulmons. Quan el sistema immunitari està danyat, el fong pot ser l'agent infecciós de l'aspergil·losi, ja que empra diversos mecanismes cel·lulars per interferir tant la resposta immunitària innata com l'adaptativa. Les infeccions pulmonars per Aspergillus fumigatus són una causa rellevant de morbiditat i mortalitat arreu del món.
És el membre del gènere Aspergillus que origina amb major freqüència aspergil·losis broncopulmonars al·lèrgiques, degut a la nombrosa presència de molècules antigèniques en la seva paret cel·lular, i el principal responsable de l'augment de la incidència d'aspergil·losis invasives en persones immunodeficients. També és una de les causes d'exacerbació de l'asma al·lèrgic i de la malaltia pulmonar obstructiva crònica, d'endocarditis infecciosa en marcapassos cardíacs artificials i en vàlvules natives, d'osteomielitis postquirúrgica, de queratitis pigmentada, de meningoencefalitis, d'endoftalmitis i escleritis necrotitzant postvitrectomia, de rinosinusitis fúngica no invasiva, d'onicomicosi, d'aneurisma i trombosi de la vena àziga, de tumor inflamatori de Pott, de traqueobronquitis, de mediastinitis posterior postinfecció per COVID-19, de tiroïditis supurada i abscés perineal subcutani, de pericarditis, d'empiema pleural, d'artritis sèptica, de colangitis en casos de colangiocarcinoma, d'abscés mediastínic en persones sense alteracions immunitàries, d'abscés renal en malalts immunodeficients o d'abscessos cerebrals en pacients sotmesos a hemodiàlisi.

## Utilitats
Conté compostos amb interès en la lluita contra el càncer, com el taxol i substàncies emprades en la producció d'alguns hipolipemiants També es pot obtenir a partir d'algunes soques no patògenes del fong, l'enzim glucosa oxidasa (una oxidoreductasa amb diversos usos industrials i biotecnològics).
Quan Aspergillus fumigatus creix en certs materials de construcció pot produir micotoxines perjudicials com la gliotoxina, per exemple. Una altra micotoxina originada per A. fumigatus és la fumagil·lina, una biomolècula complexa amb propietats antimicrobianes, emprada per tractar la microsporidiosi intestinal i la nosemiasi de les abelles de la mel.

## Genoma
Aspergillus fumigatus té un genoma estable haploide de 29,4 milions de parells de bases.

## Galeria

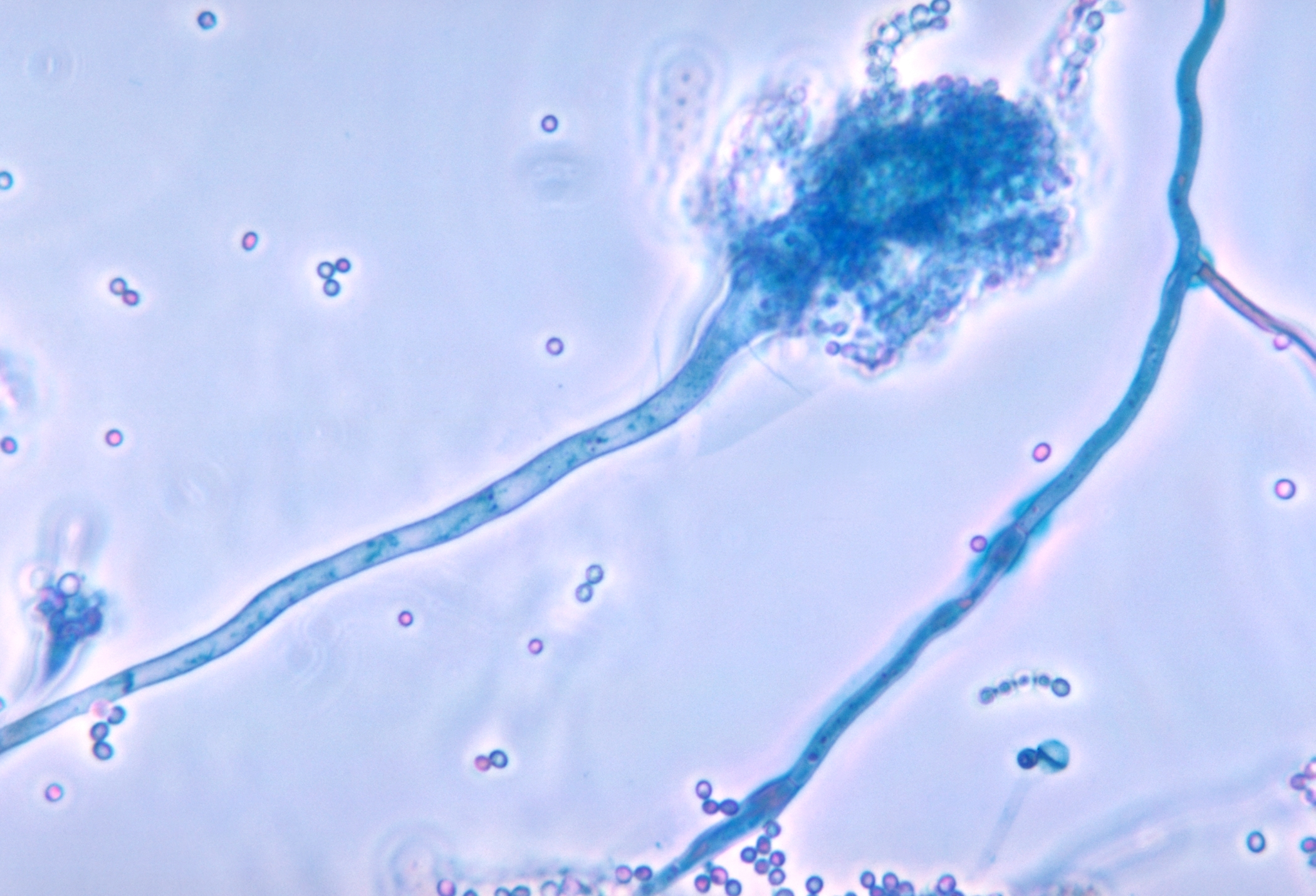
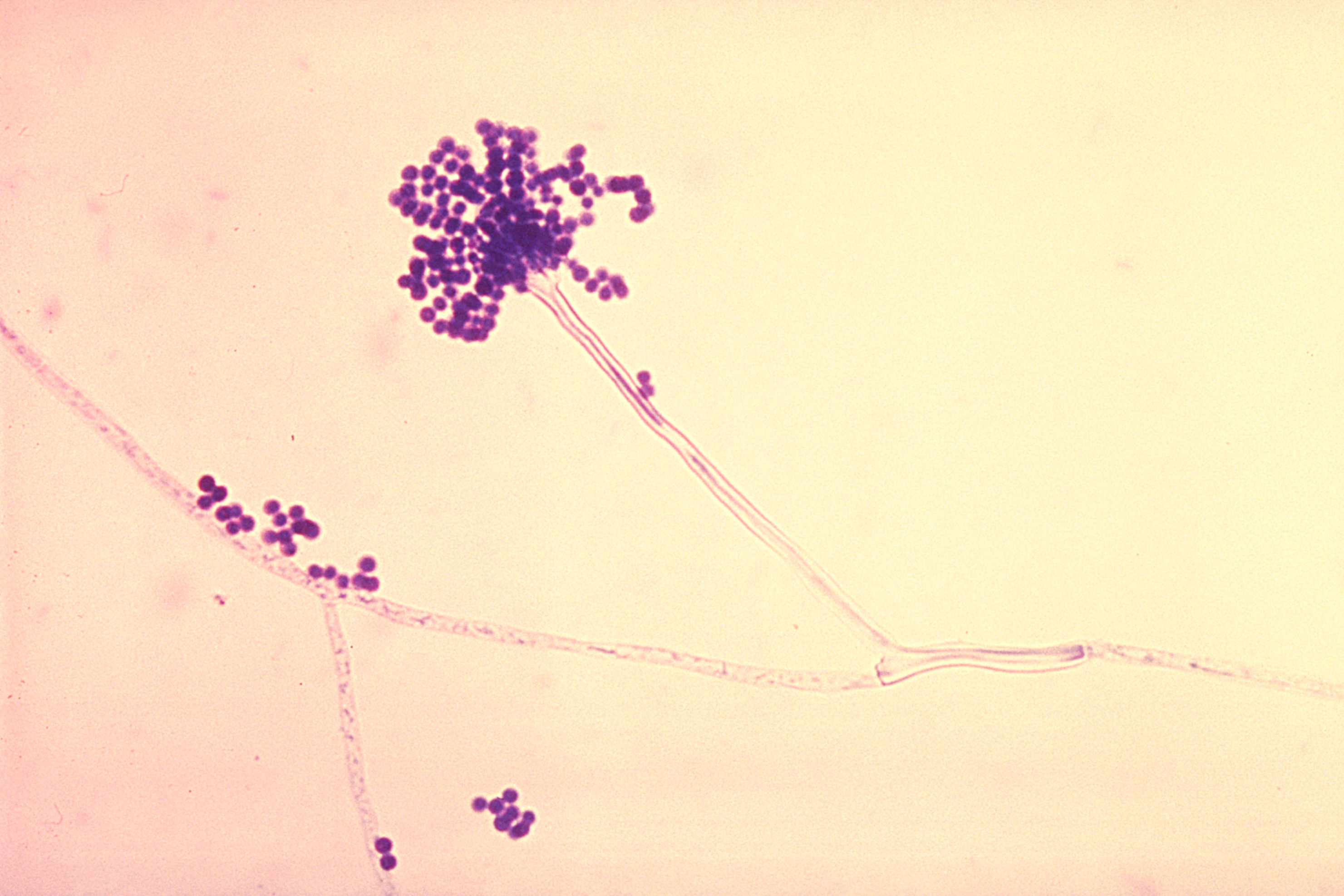
Conidis d'Aspergillus fumigatus
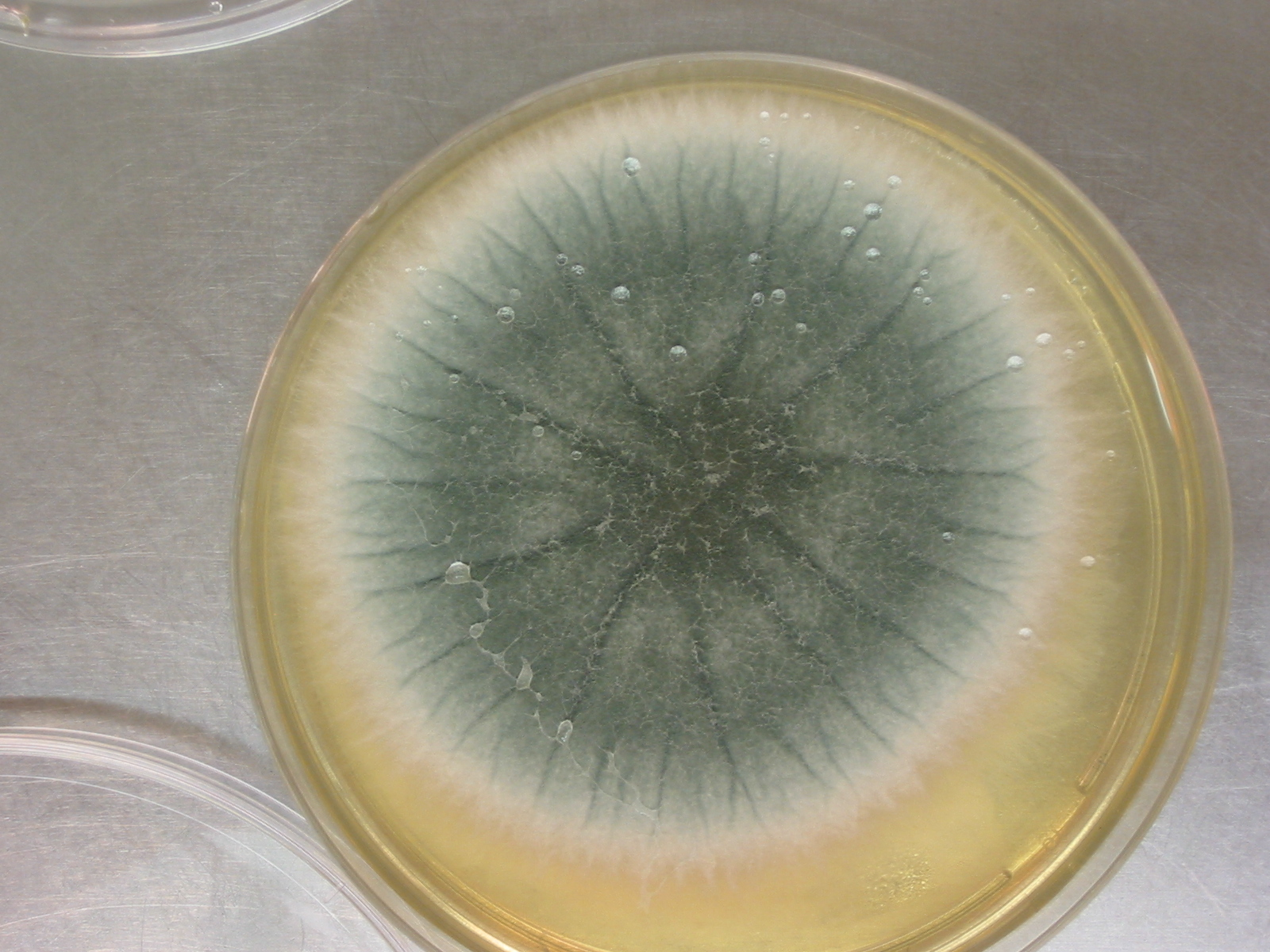
Colònia en càpsula de Petri
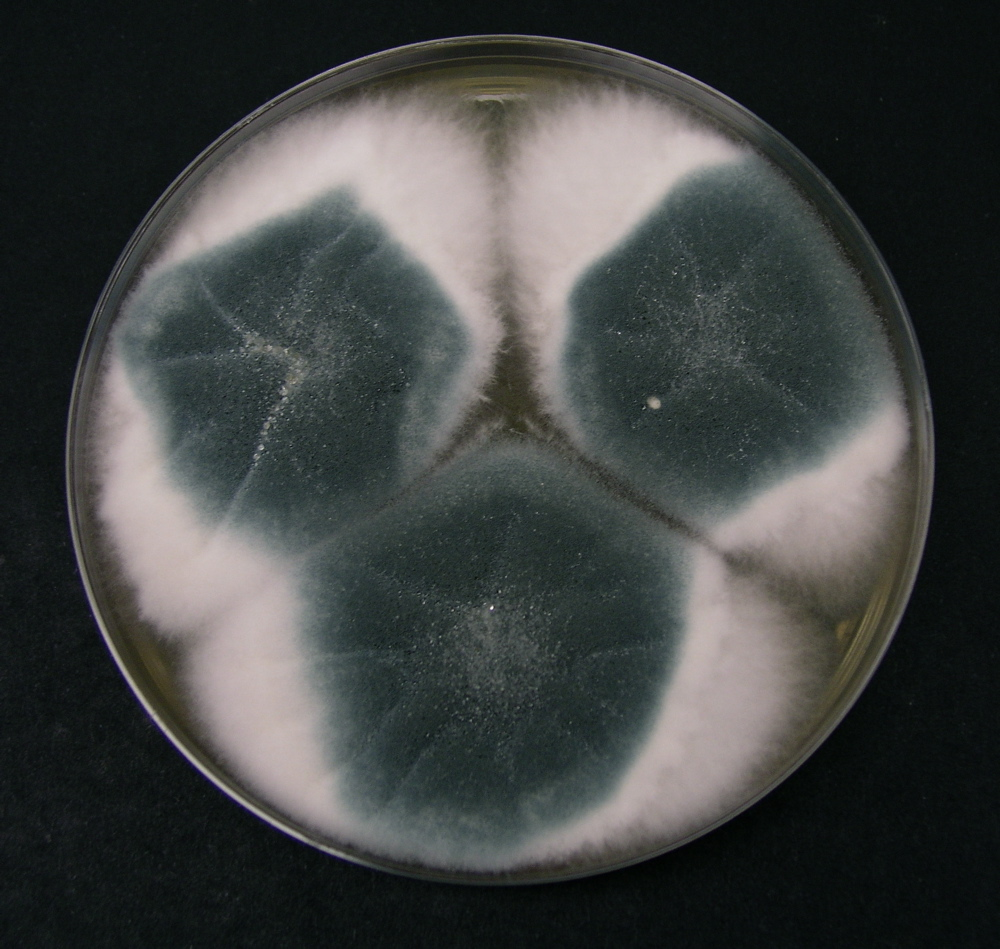
Aspergillus fumigatus aïllat del sòl d'un bosc
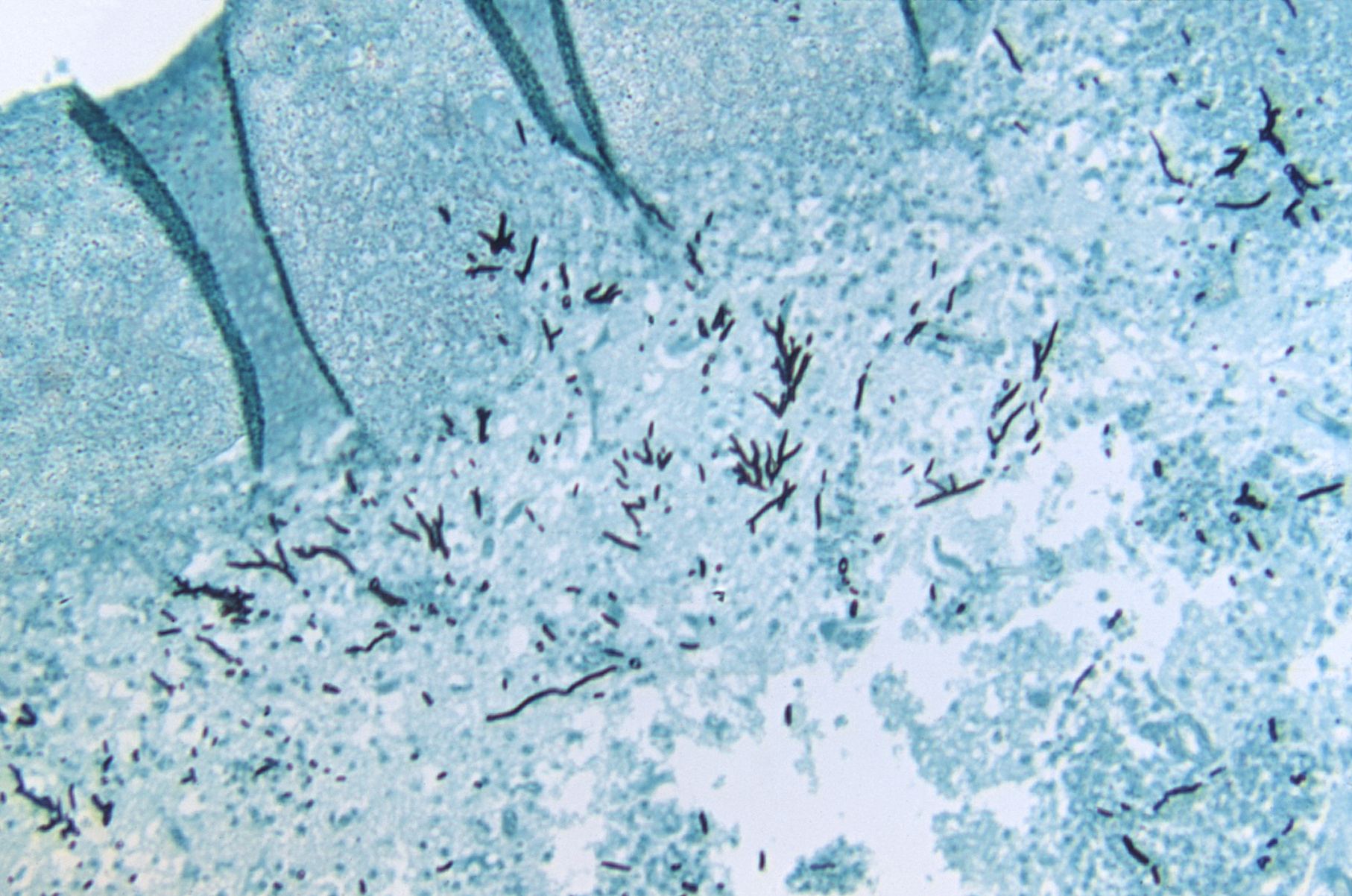
Tall de cervell d'un gall d'indi infectat
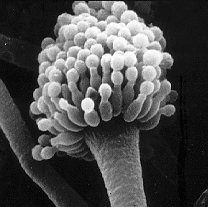